# Epiphragma (Epiphragma) claudia
Epiphragma (Epiphragma) claudia is een tweevleugelige uit de familie steltmuggen (Limoniidae). De soort komt voor in het Neotropisch gebied.